# Belejringen af Savannah
Belejringen af Savannah i 1779 var et slag i den amerikanske uafhængighedskrig. Året før blev byen erobret af et britisk ekspeditionskorps under oberstløjtnant Archibald Campbell. Selve belejringen bestod af et fælles fransk-amerikansk forsøg på at tage Savannah tilbage fra 16. september til 18. oktober. Den 9. oktober mislykkedes et betydelig allieret angreb på de britiske stillinger. Belejringen slog dermed fejl, og briterne beholdt kontrollen over Georgia til 1782 ved krigens slutning. Under angrebet blev den polske grev Kazimierz Pułaski, som kæmpede på amerikanernes side, dødelig såret.
Slaget er del af Haitis historie, for det var her, at et kontingent på over 500 gens de couleur, frie, farvede mænd fra Saint-Domingue, kæmpede på fransk side. Henri Christophe, som senere blev konge over det uafhængige Haiti, skulle have været blandt dem.
Arkæologer fra Coastal Heritage Society og LAMAR Institute afdækkede i 2006 dele af fæstningsværkerne ved Spring Hill. Størstedelen af angrebet 9. oktober 1779 var rettet mod dette punkt.